# Taupe d'Aquitaine
Talpa aquitania
Pour les articles homonymes, voir Taupe (homonymie).
Espèce
La Taupe d'Aquitaine (Talpa aquitania) est une espèce de petits mammifères fouisseurs de la famille des Talpidae. On la rencontre du Sud-Ouest de la France au Nord de l'Espagne. Cette espèce a été décrite en 2017. Très proche de la Taupe d'Europe, il est difficile de l'en distinguer à première vue.

## Description
La Taupe d'Aquitaine est très semblable à la Taupe d'Europe (Talpa europaea), une taupe dont l'aire de répartition est beaucoup plus vaste. Elle peut se différencier sans ambiguïté de la Taupe d'Europe et de la Taupe ibérique (T. occidentalis) par la combinaison des caractères suivants :
- les paupières sont fusionnées ;
- les yeux sont complètement recouverts d'une membrane, alors que la Taupe d'Europe a les yeux ouverts ;
- sa tête, son corps et ses pattes postérieures sont d'une taille nettement plus importante ;
- son poids est également plus fort; son poids varie de 72 à 106 g, la longueur de sa tête et de son corps de 142 à 156 mm, ses pattes de 20 à 23 mm.

De plus, il y a des différences par rapport à ces deux espèces 
- au niveau dentaire (molaires M2 et M3) ;
- d'un point de vue génétique (gène cytochrome b)[2].

## Habitat et répartition
La Taupe d'Aquitaine est un animal terrestre fouisseur qui vit dans un réseau de tunnels creusés dans le sol.
Son aire de répartition va du Sud-Ouest de la France jusqu'au Nord de l'Espagne, plus précisément elle se rencontre au sud et à l'ouest de la Loire, à l'ouest du Rhône et au nord du bassin de l'Èbre.

## Classification
Cette espèce a été décrite en 2017 par les zoologistes Violaine Nicolas (d), Jessica Martínez-Vargas (d) et Jean-Pierre Hugot (d).
Son épithète spécifique, aquitania, signifie « d'Aquitaine », ancienne région Française qui fait partie de la Nouvelle-Aquitaine, où elle est la plus abondante.
Elle est classée dans le genre Talpa, famille des Talpidae dans l'ordre, selon les classifications, des Eulipotyphla ou des Soricomorpha.

## Publication originale
- (en) Violaine Nicolas, Jessica Martínez-Vargas et Jean-Pierre Hugot, « Preliminary note : Talpa Aquitania nov. sp. (Talpidae, Soricomorpha) a new mole species from Southwest France and North Spain », Bulletin de l'Académie Vétérinaire de France, vol. 168, no 4,‎ 2015, p. 329-334 (DOI 10.4267/2042/58283, lire en ligne )
- (en) Violaine Nicolas, Jessica Martínez-Vargas et Jean-Pierre Hugot, « Talpa aquitania sp. nov. (Talpidae, Soricomorpha), a new mole species from SW France and N Spain », Mammalia, De Gruyter, vol. 81, no 6,‎ 2017, p. 641–642 (ISSN 0025-1461 et 1864-1547, DOI 10.1515/MAMMALIA-2017-0057, lire en ligne).